# Karl Ullrich (SS-Mitglied)
Karl Ullrich (* 1. Dezember 1910 in Saargemünd; † 8. Mai 1996 in Bad Reichenhall) war ein deutscher SS-Oberführer und Kommandeur verschiedener Divisionen der Waffen-SS.

## Leben
Karl Ullrich wurde im lothringischen Saargemünd als Sohn eines Finanzbeamten geboren. Nach dem Schulbesuch arbeitete er zunächst als Lehrling bei Betrieben für Maschinen und Elektrik in Augsburg, Nürnberg und Bad Kissingen und begann anschließend ab Winter 1929 ein Studium an einer Technischen Hochschule, welches er am 18. Februar 1933 erfolgreich als Maschinenbauer beendete.
Ullrich trat 1931 der NSDAP (Mitgliedsnummer 715.727) und am 1. April 1932 der SS (Mitgliedsnummer 31.438) bei, wo er zum 3. Sturm des II. Sturmbann der 56. SS-Standarte in Bamberg kam (vgl. Organisationsstruktur der SS). Von Juni bis September 1933 erhielt er eine militärische Ausbildung beim Infanterie-Regiment 9 der Reichswehr und trat anschließend zur Landespolizei über, der er bis Juni 1934 angehörte. Anfang Juli des Jahres wurde Ullrich zur SS-Verfügungstruppe versetzt, wo er dem 3. Sturm der SS-Standarte 1 zugeteilt wurde und als Unterführer diente. Am 30. Januar 1934 zum SS-Scharführer und am 1. Oktober 1934 zum SS-Oberscharführer befördert, wurde er im März 1935 für die erste Kadettenklasse der SS-Junkerschule Braunschweig ausgewählt. Nachdem er diese als SS-Standartenoberjunker verlassen hatte, wurde er am 25. Februar 1936 als Zugführer dem SS-Pioniersturmbann in Dresden zugeteilt. Am 20. April 1936 wurde er zum SS-Untersturmführer und am 1. September 1937 zum SS-Obersturmführer befördert und zeitgleich Chef des 3. Sturm des SS-Pioniersturmbann (später SS-Pionier-Bataillon). In dieser Position wurde er am 1. November 1938 zum SS-Hauptsturmführer befördert und nahm am Polen- und Westfeldzug teil, wobei er bei letzterem mit beiden Klassen des Eisernen Kreuzes ausgezeichnet wurde. Ullrich behielt seinen Posten als Kompaniechef im SS-Pionier-Bataillon der SS-Verfügungsdivision bis Februar 1941 und diente anschließend bis Mai im Stab des Bataillons.
Im Mai 1941 wurde Ullrich zum Pionier-Bataillon der SS-Totenkopfdivision versetzt und übernahm dieses von Juni 1941 bis Juni 1942. Währenddessen wurde er am 1. November 1941 zum SS-Sturmbannführer befördert. Am 19. Februar 1942 wurde er für seine Leistungen mit dem Bataillon während der Kesselschlacht von Demjansk mit dem Ritterkreuz ausgezeichnet.
Mit der Aufstellung des SS-Panzerkorps (später II. SS-Panzerkorps) wurde Ullrich am 2. Juli 1942 Korps-Pionierführer und nahm in dieser Funktion u. a. an der dritten Schlacht bei Charkow teil, bis er am 18. März 1943 von Max Seela abgelöst wurde und zunächst das III. Bataillon des SS-Panzergrenadier-Regiments 5 führte. Für die Leistungen des Bataillons während der Kämpfe im Raum Charkow-Bjelgorod und dem Unternehmen Zitadelle erhielt Ullrich, mittlerweile SS-Obersturmbannführer, am 14. Mai 1944 als 480. Soldat das Eichenlaub zum Ritterkreuz.
Am 9. November 1943 löste Ullrich Hellmuth Becker als Kommandeur des SS-Panzergrenadier-Regiments 6 „Theodor Eicke“ ab und wurde am 29. Juli 1944 zum SS-Standartenführer befördert, nachdem er vom 20. Juni bis 13. Juli 1944 vorübergehend die Totenkopf-Division kommandiert hatte.
Zuletzt wurde Ullrich am 9. Oktober 1944 Kommandeur der 5. SS-Panzer-Division „Wiking“, mit welcher er am Unternehmen „Frühlingserwachen“ teilnahm und auf Vorschlag von Herbert Otto Gille am 20. April 1945 zum SS-Oberführer befördert wurde, bevor er sich am 12. Mai 1945 in amerikanische Gefangenschaft begab, aus welcher er im September 1948 wieder entlassen wurde.
1984 und 1987 veröffentlichte Ullrich unter dem Titel Wie ein Fels in der Brandung eine zweibändige Geschichte der Totenkopfdivision, die im Munin-Verlag der Hilfsgemeinschaft auf Gegenseitigkeit der Angehörigen der ehemaligen Waffen-SS (HIAG) erschien. Die Divisionsgeschichte entstand als Reaktion auf eine Veröffentlichung Wolfgang Vopersals, die innerhalb der HIAG umstritten war. HIAG-Unterlagen zufolge wählte Ullrich „bewusst […] eine andere Strategie als Vopersal und verschwieg, statt zu leugnen.“ Der Historiker Niels Weise zählt die Divisionsgeschichte Ullrichs zu den Veröffentlichungen der HIAG, die „aufgrund ihres apologetischen, revisionistischen und teilweise manipulativen Inhalts für eine wissenschaftliche Untersuchung nicht zu gebrauchen“ sind.
Ullrich verstarb am 8. Mai 1996 in Bad Reichenhall.

## Auszeichnungen
- Eisernes Kreuz (1939) II. und I. Klasse (18. Mai und 1. Juli 1940)
- Ritterkreuz des Eisernen Kreuzes am 19. Februar 1942[3]
  - Eichenlaub am 14. Mai 1944 (480. Verleihung)
- Allgemeines Sturmabzeichen
- Nahkampfspange in Bronze
- Medaille Winterschlacht im Osten 1941/42
- Demjanskschild
- Medaille 13. März 1938
- Medaille 1. Oktober 1938
  - Spange zur Medaille zur Erinnerung an den 1. Oktober 1938
- SA-Sportabzeichen in Bronze
- Deutsches Reichssportabzeichen in Bronze
- Ehrendegen des Reichsführers SS
- Totenkopfring der SS
- Julleuchter der SS